# Progreso, Morelos
Progreso är en ort i Mexiko.   Den ligger i kommunen Jiutepec och delstaten Morelos, i den sydöstra delen av landet, 60 km söder om huvudstaden Mexico City. Progreso ligger 1 363 meter över havet och antalet invånare är 14 525.
Terrängen runt Progreso är huvudsakligen kuperad, men åt sydväst är den platt. Runt Progreso är det mycket tätbefolkat, med 3 134 invånare per kvadratkilometer. Närmaste större samhälle är Jiutepec, 2,6 km väster om Progreso. Omgivningarna runt Progreso är en mosaik av jordbruksmark och naturlig växtlighet.